# Ludwig Carl von Leonhardi

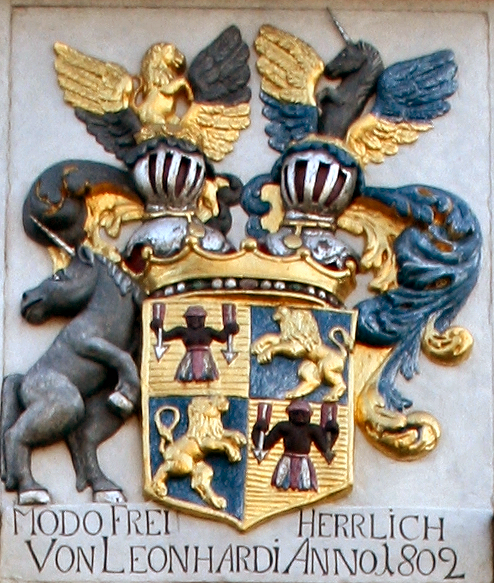
Wappen derer von Leonhardi

Ludwig Carl Freiherr von Leonhardi (* 7. April 1781 in Frankfurt am Main; † 18. Februar 1864 in Platz an der Naser) war ein deutscher Kaufmann, Besitzer der südböhmischen Herrschaft Platz und Mitglied des böhmischen Herrenstandes. Er begründete die böhmische Linie der Adelsfamilie von Leonhardi.

## Leben

### Herkunft und Familie
Ludwig Carl von Leonhardi entstammte der Adelsfamilie von Leonhardi. Sein Vater war der Frankfurter Kaufmann, Reichsfreiherr und Großmeister des Eklektischen Freimaurerbundes Johann Peter von Leonhardi (1747–1830), der für seine Verdienste in Wirtschaft und Politik 1791 von Carl Theodor von der Pfalz zum Freiherrn sowie 1794 von Kaiser Franz II. zum Reichsfreiherrn ernannt wurde. Er gilt als der Stammvater der hessischen Familie, die ihren Ursprung im Waldeckschen Land hatte und dort Anfang des 17. Jahrhunderts mit der Burg Mengeringhausen belehnt wurde.
Seine  Mutter war Susanna Elisabeth von Heyder († 1804).
Sein älterer Bruder Jakob Friedrich (1778–1839) war Jurist und Diplomat.

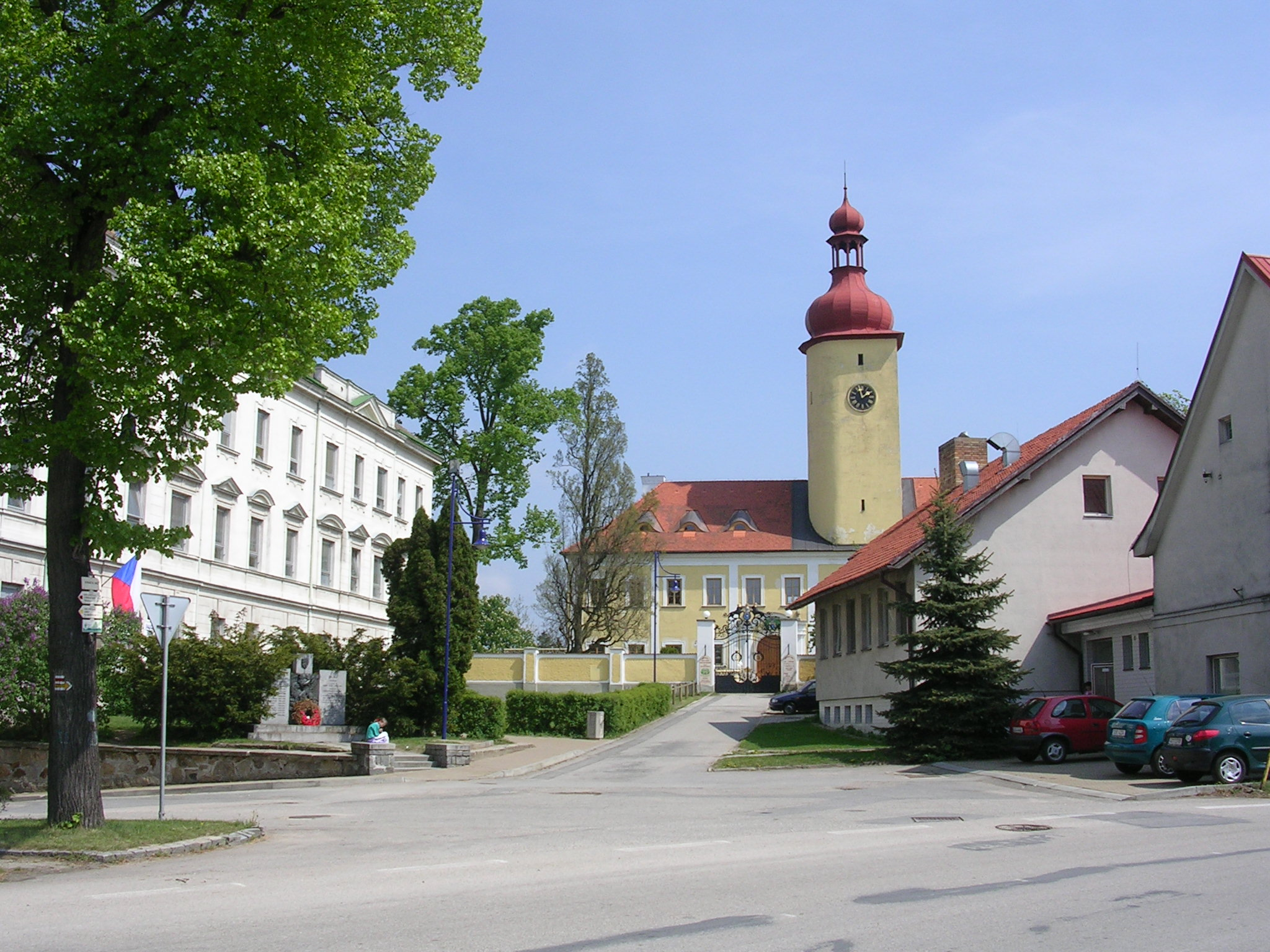
Schloss Platz, von 1810 bis 1814 Besitzer Ludwig Carl von Leonhardi

### Wirken
Als sich sein Vater 1802 aus dem Geschäftsleben zurückzog, übernahm Karl die Firma „Joh. Michael Koch & Leonhardi“ und kaufte 1810 von dem Freiherrn Josef von Lilienborn die Herrschaft Platz sowie den zugehörigen Ort Erdreichsthal bei Budweis in Südböhmen.
Diese Aktion konnte er finanziell nicht verkraften, so dass seine Firma 1812 Konkurs anmelden musste.
Das Schloss Straz blieb bis 1814 in seinem Besitz und kam in die Hände der Opernsängerin Ema Destinová.
Am 4. Dezember 1812 erwarb er das böhmische Inkolat, welches auf seine Kinder und deren Nachkommen ausgedehnt wurde.
Er war Landmann im Königreich Böhmen, was ihm eine besondere Stellung verschaffte.
So war er Gerichtsherr in der Herrschaft Platz.
1861 erscheint sein Name in der Bekanntmachung der Wählerlisten für die Wahl des Landtages des Königreichs Böhmen. Er findet sich unter den Wahlberechtigten aus dem Kreis der großen Grundbesitzer.
Am 17. März 1804 hatte er Mar-Anna Mülhens (1783–1825, Tochter des Koblenzer Bankiers Heinrich Mülhens (1758–1838) und der Anna Maria Cordier) geheiratet, mit der er die Kinder Susanna Maria (* 1806, Ehren-Stiftsdame zu Schaken),  Maria Gertrude (* 1807, ∞ 1858 Matthias Friedrich Freiherr von Riese-Stallburg), Peter Karl Pius Gustav Hermann (1809–1875, Philosoph),  Franz Karl August Friedrich (1815–1883, K.-K. Feldmarschall-Lieutenant) und
Ludwig Karl Kasimir (1819–1867, K.-K. Hauptmann) hatte.
Er starb nach längerem schweren Leiden am 18. Februar 1864 um 8.45 Uhr in Platz.

## Auszeichnungen
- 1812 Ritterorden der Kreuzherren mit dem Roten Stern[7].